# Nastawnik (łącznik elektryczny)

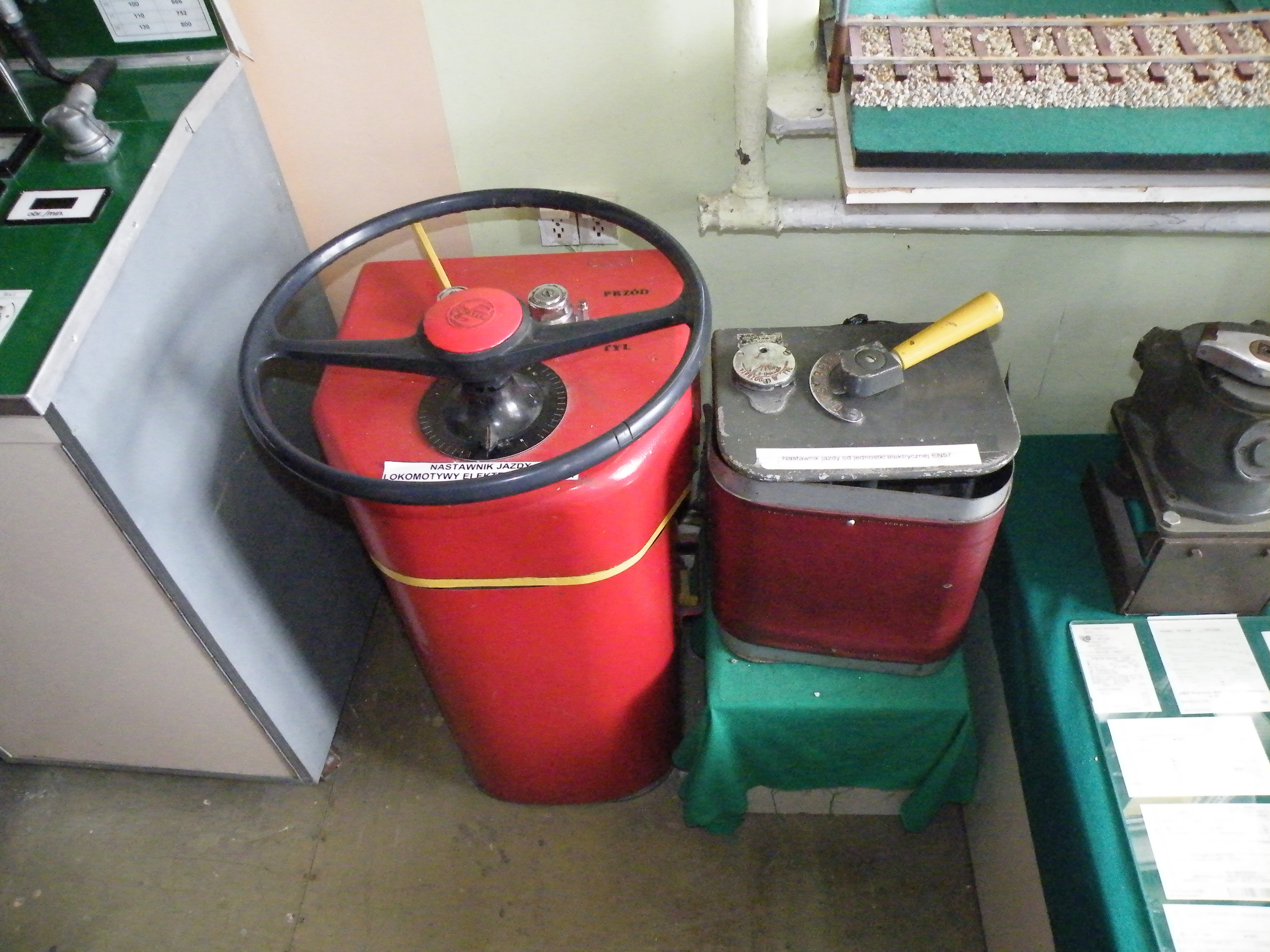
Nastawniki jazdy lokomotywy serii EU07 (z lewej) i ezt serii EN57 (z prawej)

Nastawnik (ang. controller, w kolejnictwie także nastawnik jazdy, nastawnik kierunkowy) – przełącznik o wielu stanach ustalonych, przeznaczony do przełączania uzwojeń silników elektrycznych lub elementów pomocniczych (np. oporników, dławików, kondensatorów).

## Nastawniki jazdy w pojazdach trakcyjnych

### Lokomotywy elektryczne
W elektrowozach produkcji polskiej dźwignie wału głównego nastawników jazdy występują najczęściej w formie koła przypominającego kierownicę samochodową. W zależności od typu lokomotywy nastawniki jazdy posiadają różną ilość pozycji.

### Elektryczne zespoły trakcyjne
W popularnych elektrycznych zespołach trakcyjnych produkcji Pafawag występuje nastawnik w formie rączki, który posiada znacznie mniej pozycji niż nastawniki w lokomotywach. Spowodowane jest to tym, że nastawnik jednostek elektrycznych nie odłącza bezpośrednio oporników rozruchowych regulując prąd, lecz tylko zadaje tryb pracy przekaźnika samoczynnego rozruchu.